# 12 de l'Àguila
12 de l'Àguila (12 Aquilae) és una estrella de la quarta magnitud a la constel·lació de l'Àguila.
12 de l'Àguila varia en la magnitud aparent i en el tipus espectral. La seva magnitud aparent és de 4,02, i està situada a uns 150 anys llum de la Terra.